# الملك نفر كا رع والقائد ساسينيت

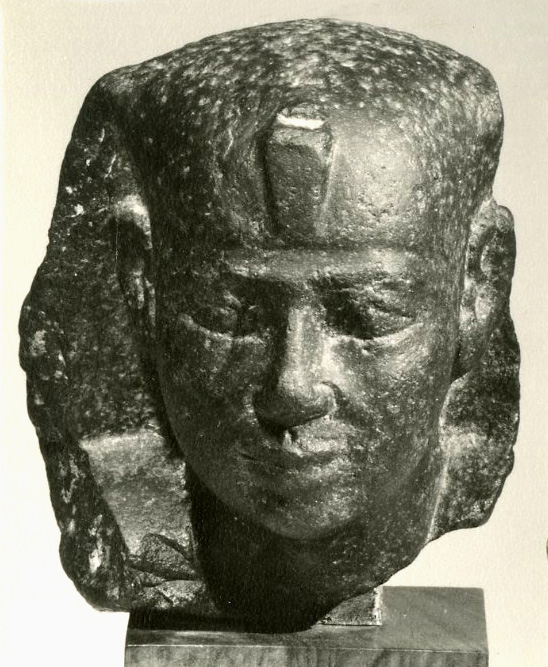

 الملك نفر كا رع والقائد ساسينيت  هي أحد قصص الأدب المصري القديم التي لم تبق منها سوى أجزاء. تدور القصة بروح الغموض والدسائس الليلية، وهي أحد أقدم نماذج أسلوب العباءة والخنجر الأدبي التقليدي. كثيرًا ما يُستشهد بالقصة على وجود المثلية الجنسية قديمًا، بدليل وجود علاقة مثلية الجنس بين الفرعون وأحد ضباطه. وعلى الرغم من أنه لا توجد مصادر تاريخية تثبت مثلية نفر كا رع. إلا أن الأدب غالبًا ما يعكس العادات الاجتماعية. الحكاية تنتقد سلوك الملك، وتعكس موقف الناس تجاه المثلية الجنسية.
تنسب القصة إلى أواخر عصر الدولة الحديثة، على الرغم من أنه تم تأليفها في وقت سابق، وتشير إلى الحياة الليلية لبيبي الثاني نفر كا رع.